# Estados Unidos de Centroamérica
Los Estados Unidos de América Central fue el nombre que adoptó el 27 de agosto de 1898  la hasta entonces República de América Central, formada por El Salvador, Nicaragua y Honduras. En sus inicios estaban regidos por un Consejo Ejecutivo reunido en Amapala, Honduras, y tuvieron una vida corta y azarosa. 
La Asamblea General Constituyente de la República de Centroamérica se instaló en Managua el 24 de junio de 1898 y firmó la constitución política del en el 27 de agosto, constituyéndose así los Estados Unidos de América Central. La asamblea procedió a decretar las leyes constitutivas que juntas a la constitución comenzarían a regir en el 1 de noviembre de 1898. La Dieta de la República Mayor de Centroamérica continuó residiendo en Managua con su organización precedente hasta el mismo 1 de noviembre, cuando fue trasladada a Amapala para la instalación del Consejo Ejecutivo Provisional que estaría encargado del poder ejecutivo de la federación hasta la elección del presidente.
La Asamblea también convocó una elección general para el primer domingo de diciembre de 1898 para proceder a la elección del presidente de la república, 14 diputados propietarios y 14 suplentes para cada estado, y 4 propietarios y 4 suplentes por el Distrito Federal. Estas debían conformarse a la ley electoral de cada estado y los consejos de ministros de los estados fueron encargados de determinar la proporción de diputados que debían corresponder a cada departamento dentro de sus jurisdicciones.
El 13 de noviembre hubo un golpe militar en el Estado de El Salvador, encabezado por el general Tomás Regalado. Este anunció enseguida que El Salvador abandonaba la Federación. El Consejo Ejecutivo de Amapala quiso tomar medidas para reprimir el golpe de Regalado, pero no encontró ningún respaldo, y el 30 de noviembre de 1898 declaró que los Estados Unidos de Centroamérica habían quedado disueltos de hecho. El 1 de diciembre Nicaragua reasumió la plenitud de su soberanía, y el 10 de diciembre Honduras hizo lo mismo.